# Tímea Paksy
Tímea Paksy (* 22. Januar 1983 in Budapest) ist eine ehemalige ungarische Kanutin. Sie war mehrfache Weltmeisterin im Kajak.

## Werdegang
Während eines Urlaubs in Griechenland begann Tímea Paksy mit dem Kajakfahren. Zurück in Ungarn schloss sie sich dem Verein Csepel an, wobei schnell klar wurde, dass sie ein Talent für diesen Sport hatte. Nachdem sie bei Junioren-Weltmeisterschaften einige Erfolge erreicht hatte, ließen auch im Erwachsenenbereich die Erfolge nicht lange auf sich warten. Bereits im Jahr 2002 kam sie mit jeweils zwei Medaillen von Welt- und Europameisterschaften nach Hause. Trotz dieser Erfolge verlor sie im Folgejahr ihren Platz im ungarischen Kajak-Vierer.
Bis 2005 feierte sie daher ihre Erfolge im Einer- und Zweier-Kajak. So gewann sie zusammen mit Dalma Benedek im Jahr 2004 im polnischen Posen den Europameister-Titel über 500 Meter. Bei einer internen Qualifikation für die Olympischen Sommerspiele mussten die Zwei gegen Katalin Kovács und Natasa Janics antreten und unterlagen. Kovács und Janics gewannen in Athen Gold, genau wie Janics im Einzel, während der Vierer auch ohne Paksy mit Silber nach Hause kam.
2006 folgten die für sie erfolgreichsten Weltmeisterschaften für Paksy. Sie kehrte mit vier Titeln nach Hause zurück.
Trotz dieser und weiterer Erfolge verpasste sie auch die Spiele 2008 in Peking und 2012 in London. Somit nahm Paksy trotz insgesamt 9 Weltmeistertiteln nie an Olympischen Sommerspielen teil. Nach ihrer Karriere nahm sie einen Trainer-Posten beim ungarischen Kanuverband an.